# Rebolj
Rebolj je priimek več znanih Slovencev:
- Aljoša Rebolj (*1966), fotograf, TV-voditelj ...
- Anja Rebolj, bibliotekarka
- Danijel Rebolj (*1956), inženir gradbeništva in informatik, prof. in rektor UM
- Dušan Rebolj (1923—2009)?, partizan
- Dušan Rebolj (*1948), sindikalist (Pergam), politik (drž. svetnik)
- Edvard Rebolj (1917—1960), operni režiser
- Hinko Rebolj (1874—1917), železničar in organizator dijaških gledaliških predstav
- Janez Rebolj (*1937), generalmajor JLA
- Janja Rebolj (*1993), rokometašica
- Katja Rebolj, biologinja, zeliščarica
- Klemen Rebolj, psihiater, psihoterapevt
- Luka Rebolj (*1979), hokejist
- Martin Rebolj (1894-1944), aktivisrt OF
- Martin Rebolj, policist-osamosvojitelj - helikopterska enota milice
- Martin Rebolj (*1948), politik, župan
- Mateja Rebolj (*1950), plesalka in koreografinja
- Matjaž Rebolj (*1955), zgodovinar, bibliotekar...
- Miha Rebolj (*1977), hokejist
- Simona Rebolj (*1976), publicistka, esejistka, blogerka
- Stanko Rebolj (1928—2006), igralec namiznega tenisa
- Špela Rebolj (1967?—1981), plavalka
- Tomo Rebolj (1954—2020), pisatelj, urednik, igralec
- Vanda Rebolj (r. Bertoncelj) (*1947), pedagoginja, andragoginja, šolnica
- Viktor Rebolj (1903—1970), gozdar